# Josep Maria Xiró i Taltabull

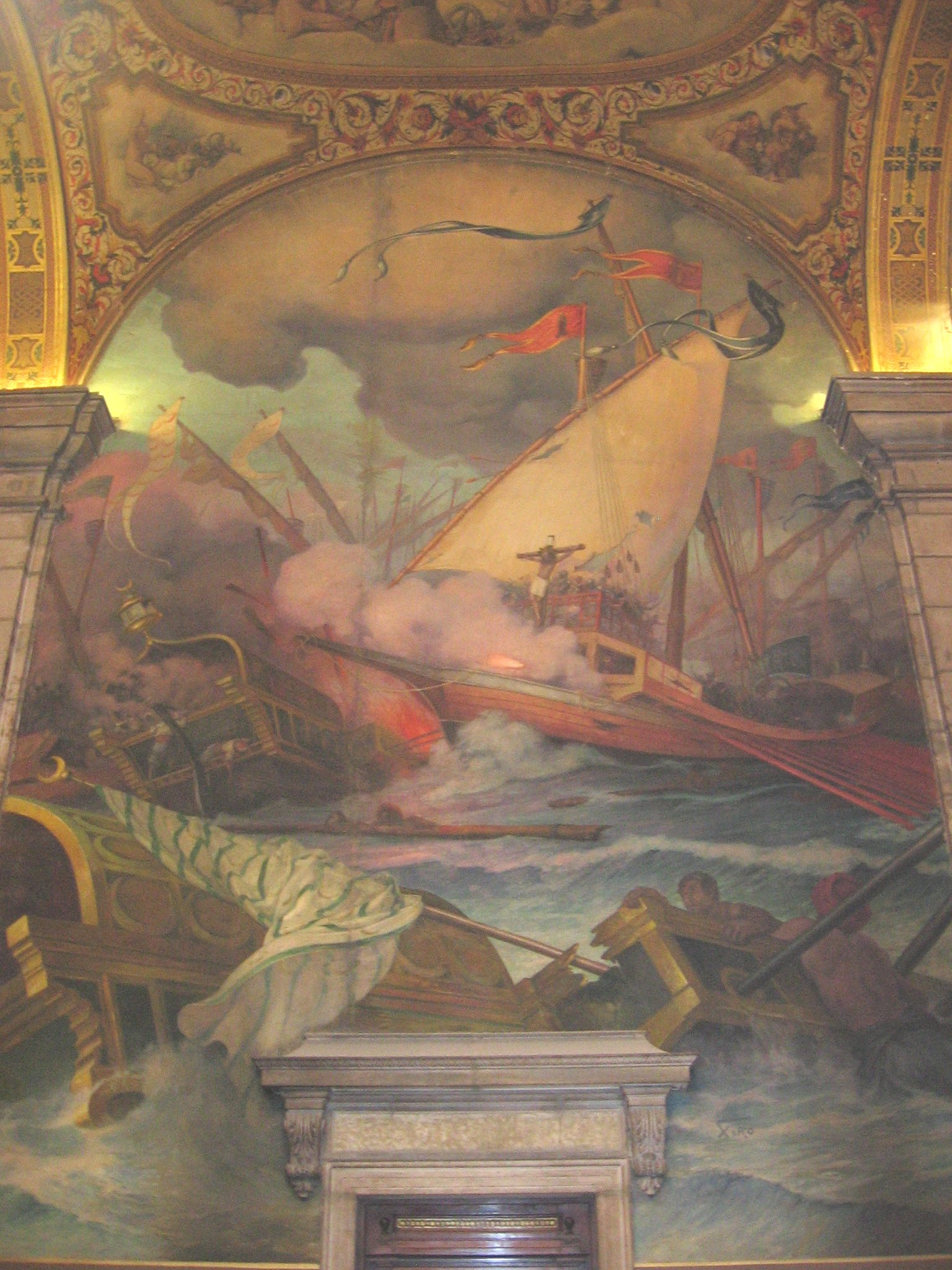
Batalla de Lepant, pintura mural del 1927 al Saló de Sant Jordi, Palau de la Generalitat de Catalunya, part d'una sèrie de murals de diferents autors pintats durant la dictadura de Primo de Rivera cobrint els murals del Joaquim Torres Garcia.

Josep Maria Xiró i Taltabull (Barcelona, 21 de febrer de 1878 - Barcelona, 18 de juny de 1937) fou un pintor català.
Fill de Josep Xiró i Jordà, mestre d'obres, i Juanita Taltabull i Borràs, nascuda a Maó. Va iniciar la seva formació a l'Acadèmia Trias de Barcelona, on va aprendre dibuix i pintura amb oli, i estudià també al taller de Modest Urgell. El seu estil principal era d'un simbolisme místic, i també treballà en una línia de pintura d'una forta influència germànica amb tocs èpics. Una de les seves obres més destacades de principis de segle fou les il·lustracions per a L'Atlàntida de Jacint Verdaguer el 1905, amb certa influència japonitzant i de caràcter simbolista místic. Més endavant va viatjar a París i a Múnic, on amplià els seus estudis abans de tornar a establir-se definitivament a Barcelona. La seva obra rep influències de Böcklin i de Stuck. Va exposar diverses vegades a la Sala Parés. A París va exposar al Salons des Indépendants. També va realitzar un parell d'exposicions a Múnic.

## Premis i reconeixements
- 1911 - primera medalla a l'Exposició Internacional d'Art de Barcelona per Ensomni de les ones i La festa de les ones